# Alaska y los Pegamoides
Alaska y los Pegamoides fue un grupo musical español formado en 1979 en Madrid. Integrado por la cantante Alaska, Nacho Canut, Carlos Berlanga, Ana Curra y Eduardo Benavente, su canción más popular fue «Bailando». Considerado uno de los grupos más representativos de la movida madrileña, junto con otros como su antecesor Kaka de Luxe, o el grupo paralelo Parálisis Permanente. Entre sus influencias estilísticas figuraron inicialmente el punk y el pop de los años 1960 de España hasta el descubrimiento de bandas como Siouxsie And The Banshees y otros grupos del post-punk emergente en el Reino Unido.
En 1982, tras la publicación de su único álbum de estudio Grandes Éxitos, la banda se disolvió y surgieron dos nuevas bandas: Alaska se unió al grupo Dinarama, previamente formado por Carlos Berlanga junto a Nacho Canut, y Eduardo Benavente y Ana Curra siguieron en Parálisis Permanente.

## Historia

### 1979-1980: Comienzos y primeras grabaciones
| En realidad, casi ni surgió. Hubo problemas con Kaka de Luxe. Queríamos cambiar más o menos la estructura, entonces, para no herir a nadie, en vez de echar a gente, se disolvió, pero fue una disolución simbólica porque siguió siendo lo mismo. —Alaska, sobre los incios de Pegamoides, a partir de Kaka de Luxe. |

Alaska y los Pegamoides se formó en 1979, como resultado de la disolución de Kaka de Luxe, grupo del que formaban parte cuatro de sus miembros: Alaska, Nacho Canut, Manolo Campoamor y Carlos Berlanga. Estos, al percatarse de la mayor afinidad que existía entre ellos y de la disparidad de sus intereses en relación con los de los demás integrantes de Kaka de Luxe, tomaron la decisión de comunicarles su intención de seguir caminos distintos. En sus primeros momentos, contaron con la colaboración de Poch, quien más tarde integraría Ejecutivos Agresivos y fundaría Derribos Arias, como guitarrista solista, así como con Javier Hamilton (más conocido como Javier Furia), exmiembro de Kaka, quien se encargó de los coros antes de incorporarse a Radio Futura. Fue en esa etapa cuando los hermanos Javier Urquijo, guitarrista, y Enrique Urquijo, bajista, ambos procedentes de Tos (el germen de Los Secretos), se unieron a la formación para participar en algunos de sus conciertos.La salida de Álvaro de Torres, primer batería del grupo y también exintegrante de Kaka de Luxe, se produjo debido a un desencuentro ideológico con el resto de la banda, que no estaba dispuesto a aceptar la introducción de una caja de ritmos que Alaska había adquirido para sus composiciones.
Posteriormente, se incorporaron Ana Curra, a quien conocieron en el bar madrileño Pentagrama, y Eduardo Benavente, quien fue aceptado tras una prueba luego de la marcha de Juan Luis Vizcaya, el batería, a Ejecutivos Agresivos, descontento con la inclusión de teclados en el grupo. En cuanto a Manolo Campoamor, quien en sus primeros momentos había sido el vocalista, abandonó el grupo, y su puesto fue ocupado en un principio por Carlos Berlanga, y de manera definitiva por Alaska, quien a partir de entonces dejó la guitarra para centrarse en la voz. Manolo, por su parte, adoptó la nueva identidad de Eddie Neopreno e intentó formar un grupo con ese nombre, alejándose paulatinamente del mundo de la música.Aún sin la presencia de Eduardo Benavente, Alaska y los Pegamoides participaron en el concierto homenaje a Canito, batería de Tos fallecido en un accidente de tráfico, que tuvo lugar en febrero de 1980. Este evento representó su primer y único concierto en el que utilizaron una caja de ritmos en lugar de batería, aunque dos años después repetirían esta experiencia para la grabación del programa Popgrama de TVE. Con esta formación, el grupo grabó su primer sencillo, «Horror en el hipermercado», producido por Julián Ruiz, en 1980. Esta canción alcanzó un relativo éxito gracias a su difusión en la radio, lo que a su vez facilitó la grabación de su segundo sencillo al año siguiente.

### 1981-1983:Grandes éxitosy disolución
En 1981, surgió el grupo paralelo Parálisis Permanente, formado por Nacho y Eduardo, cuyo sonido reflejaba las tendencias del punk británico de la época. Mientras tanto, Alaska y Ana Curra participaron, junto con Los Nikis, en el proyecto Negros, S.A.. Además, Ana Curra y Benavente crearon otro grupo paralelo, Los Seres Vacíos. Todos estos proyectos lanzaron discos en 1982, en pleno auge de la etapa más exitosa de Alaska y los Pegamoides. Antes de formar Parálisis Permanente, Benavente había integrado otro grupo paralelo, Escaparates. Por su parte, Canut y Berlanga, junto con Fernando Márquez, comenzaron un nuevo proyecto llamado Piernas Ortopédicas. De este grupo nacieron canciones como «Tokyo» (que luego grabarían los Pegamoides) o «Rendibú en el hipódromo» (que fue tocada por los Pegamoides y posteriormente grabada por Radio Futura bajo el título de «Ivonne»).

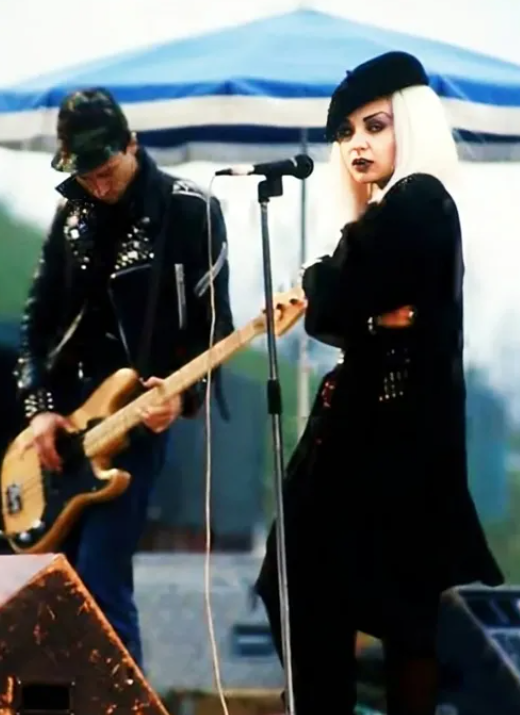
Alaska y Nacho Canut durante un concierto de Pegamoides en junio de 1982.

La disolución de Alaska y los Pegamoides comenzó a gestarse durante la grabación del primer álbum, que tuvo lugar entre finales de 1981 y comienzos de 1982, proceso que culminó con la marcha de Carlos Berlanga. Tras el lanzamiento del sencillo «Otra dimensión», comenzaron a atravesar desacuerdos con su discográfica de entonces, Hispavox, debido a la expulsión de dos de sus miembros, Nacho y Eduardo. En medio de esta situación, Alaska y Ana Curra tomaron el control del grupo, asumiendo ellas mismas las funciones de mánager y promotoras. Además, comenzaron a escribir nuevas canciones, como «Estrategia militar», «Redrum» y «Quiero ser santa», que, finalmente, serían adoptadas por el grupo paralelo Parálisis Permanente. En este contexto de tensiones y cambios, la discográfica anunció el lanzamiento de su primer álbum de estudio. La grabación del mismo se llevó a cabo ya con la ausencia de Carlos Berlanga, quien había abandonado el grupo. El título del álbum, Grandes éxitos, fue elegido debido a que contenía algunas de las mejores canciones que el grupo había interpretado en vivo pero que aún no habían sido grabadas en estudio. Para promocionar el álbum, se seleccionó como primer sencillo la canción «Bailando», una elección impulsada por Carlos Juan Casado, ejecutivo de Hispavox, quien tenía una preferencia particular por esa canción. El álbum se publicó finalmente en la mayo de 1982 en España, y posteriormente se distribuyó en otros países europeos. Grandes éxitos logró un notable éxito comercial, alcanzando el puesto número diez en la lista semanal de álbumes más vendidos de España durante 1982. En ese mismo año, aún se publicaron dos sencillos más: «La línea se cortó», que ni siquiera logró entrar en Los 40 Principales, y «El jardín», que fue distribuido gratuitamente entre los asistentes a un concierto.
Mientras tanto, Berlanga formaba Dinarama junto a su amigo de infancia Nacho Canut, aunque los Pegamoides se mantuvieron activos hasta finales de 1982. Las tensiones internas dentro del grupo fueron el detonante de su disolución. A pesar de haber anunciado su carrera en solitario, Alaska acabaría uniéndose al nuevo proyecto de Berlanga, que poco después pasaría a llamarse Alaska y Dinarama. Este grupo se convertiría en uno de los referentes más populares de la escena musical española durante los años 80. El último concierto de Alaska y los Pegamoides tuvo lugar el 26 de noviembre de 1982 en la discoteca Yoko Lennon's de Bilbao. Este concierto fue editado en CD en 1997 por Subterfuge, junto con otro CD que recopilaba varias maquetas grabadas por el grupo para Hispavox. A pesar de la disolución, los miembros de la banda se reunirían una última vez el 1 de marzo de 1983 para ofrecer un concierto en la sala Rock-Ola, en el marco de la 1.ª Fiesta del programa de radio Diario Pop, dirigido por Jesús Ordovás. En esta ocasión, Carlos Berlanga no pudo asistir debido a que se encontraba cumpliendo con el servicio militar.

## Miembros
| Vocalistas - Alaska (1980-1982; 1983) - Carlos Berlanga (1979-1981) - Manolo Campoamor (1979) Guitarristas - Eduardo Benavente (1982; 1983) - Carlos Berlanga (1980–1982) - Alaska (1979-1980) - Poch (1979) - Javier Urquijo (1979) | Bajistas - Nacho Canut (1979-1982; 1983) - Enrique Urquijo (1979) Baterías - Álvaro de Torres (1979) - Juan Luis Vizcaya (1979) - Eduardo Benavente (1980-1982) - Toti Árboles (1982; 1983) Teclista - Ana Curra (1980-1982; 1983) |

## Discografía
Álbumes de estudio
- 1982: Grandes éxitos

Álbumes recopilatorios
- 1982: Alaska y los Pegamoides
- 1997: Simplemente lo mejor
- 1998: Mundo indómito
- 2013: Los Singles (1980-1982)